# 德意志帝國城市化

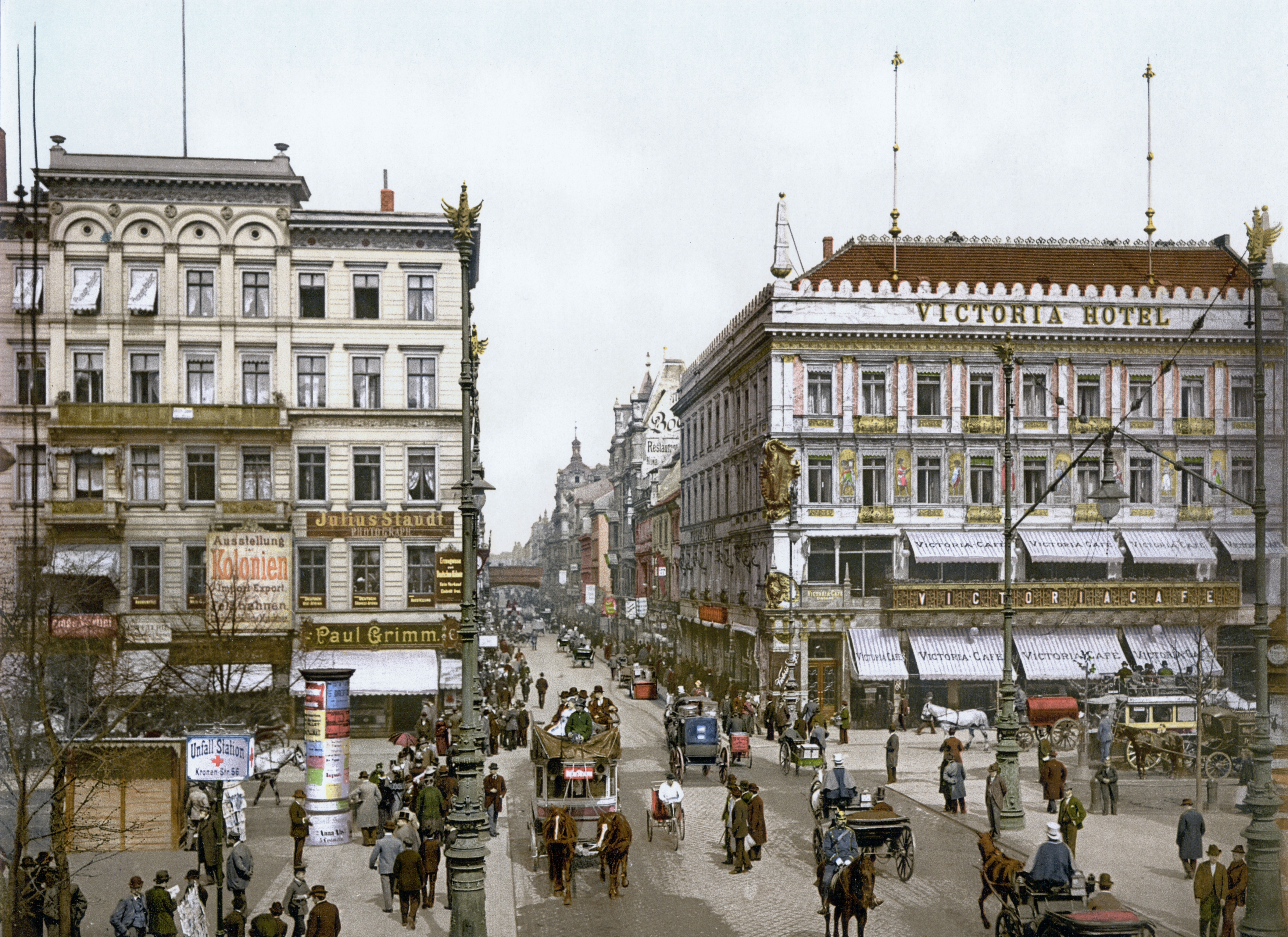
帝國首都柏林菩提樹下大街的繁榮景象，1900年

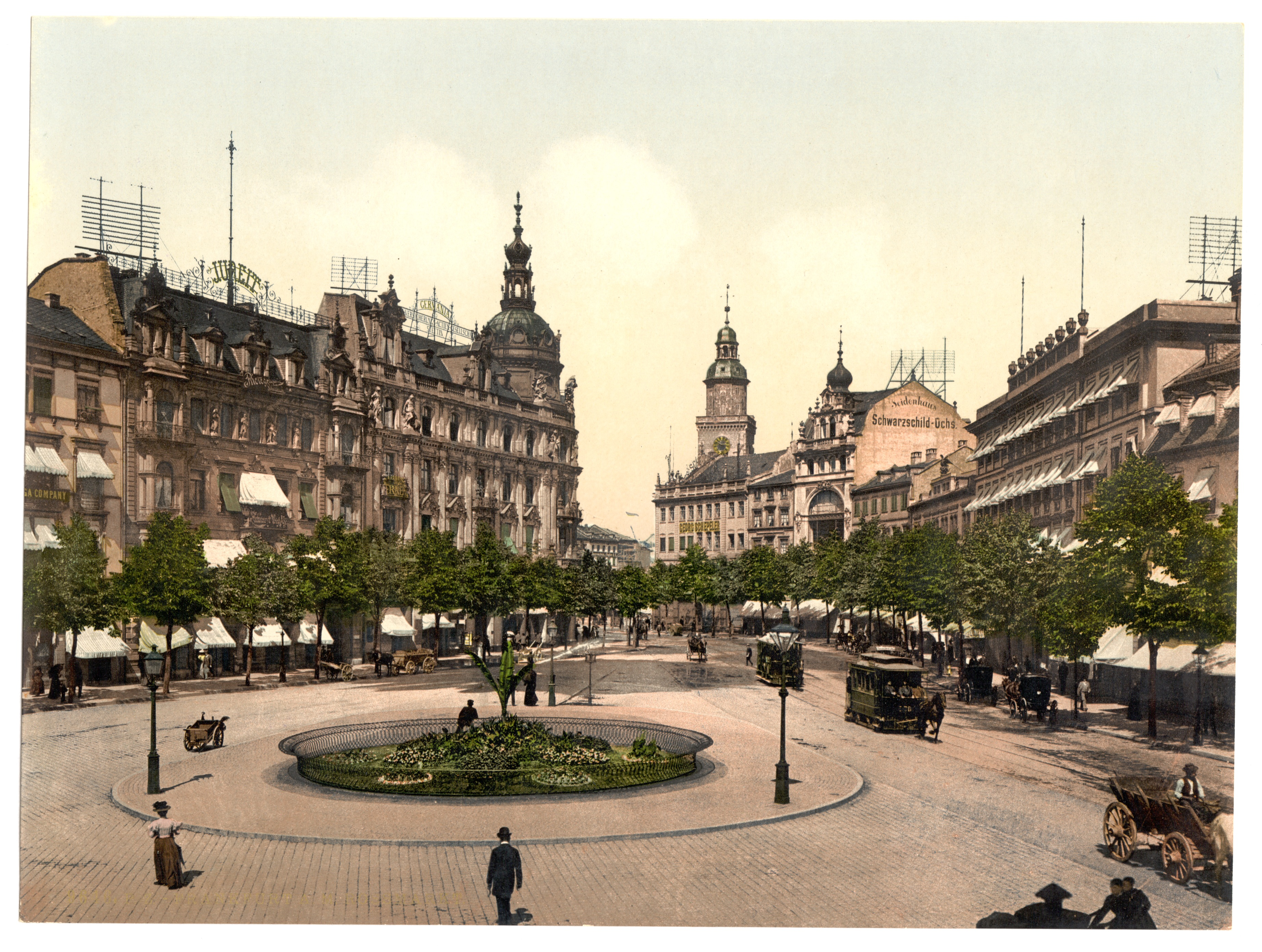
普魯士王國黑森-拿骚省的最大城市法蘭克福的羅斯市場，1890-1900年

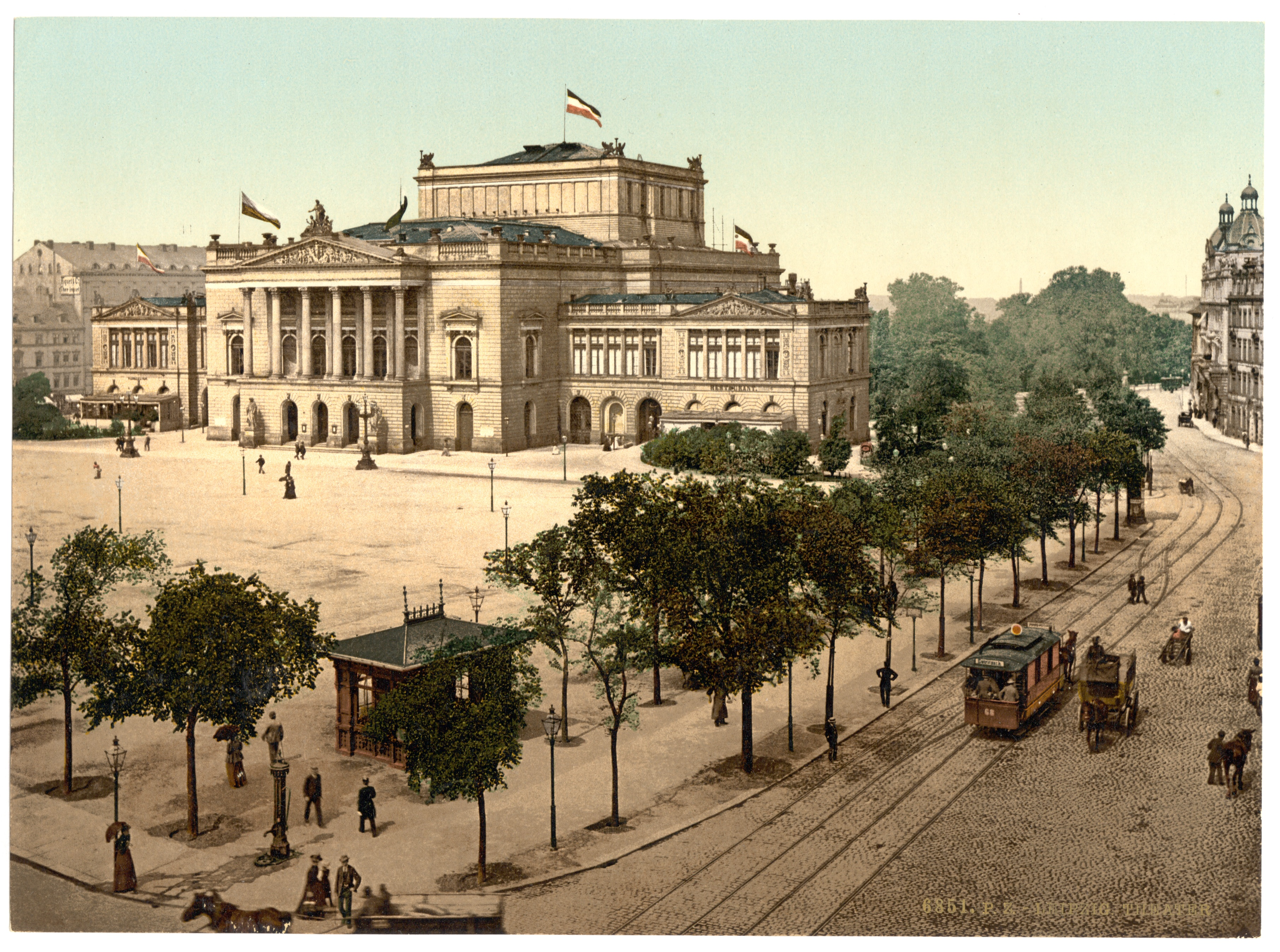
薩克森王國最大城市萊比錫的歌劇院，1890-1900年

1871年至1910年間，德意志帝國經歷了大規模工業化和城市化。大量人口從農村地區向城市流動，而他們的生活和工作條件往往很差，這為隨後德國國內的社會衝突奠定了基礎。
1871年至1910年間，居住在城市地區的德國人數量顯著增加。1871年至1910年間，居住在2,000人以下社區（地區）的德國人比例從64%下降至40%，而居住在20,000至99,999人社區的德國人比例從8%上升至13%，在同一時期，居住在人口超過100,000人的社區中的人口比例從5%增加到21%。
然而這種城市化在德國各地發生的情況並不均衡。具體而言，德國的城市化和工業化集中在北部和西部，而德國南部和東部則保留了以農村為主的特徵。例如在1910年，東普魯士和波森三分之二的人口居住在不到2,000人的社區中，這個比例在全體德國人中為五分之二，在萊茵蘭和威斯特法倫為五分之一。總體而言，這一時期德國最強勁的城市化發生在萊茵蘭、威斯特法倫、薩克森和勃蘭登堡。此外這一時期德國的工業發展集中在魯爾、薩克森和西里西亞。在這些地區的總人口中，47%的勃蘭登堡省人口、40%的威斯特伐利亞省人口和50%的萊茵省人口在1910年居住在20,000人或更多的社區中。
1875年至1910年間，德國城市的人口大幅增加。在此期間，擁有超過10,000名居民的德國城市數量從271個增加到576個。同時，德國人口超過20萬的城市數量從同期的3個增加到23個。此外，杜伊斯堡、埃森和基爾等城市的人口在此期間都增加了五倍或更多。杜伊斯堡的人口從37,380人增加到229,438人，埃森的人口從54,790人增加到294,653人，基爾的人口從37,246人增加到211,627人。
| 德國人口定居城市規模分布（1871–1910） |       |       |       |       |       |       |       |       |       |
| 規模/年份                             | 1871  | 1875  | 1880  | 1885  | 1890  | 1895  | 1900  | 1905  | 1910  |
| 少於 2,000                            | 63.9% | 61.0% | 58.6% | 56.3% | 53.0% | 49.8% | 45.6% | 42.6% | 40.0% |
| 2,000 至 4,999                        | 12.4% | 12.6% | 12.7% | 12.4% | 12.0% | 12.0% | 12.1% | 11.8% | 11.2% |
| 5,000 至 19,999                       | 11.2% | 12.0% | 12.6% | 12.9% | 13.1% | 13.6% | 13.5% | 13.7% | 14.1% |
| 20,000 至 99,999                      | 7.7%  | 8.2%  | 8.9%  | 8.9%  | 9.8%  | 10.7% | 12.6% | 12.9% | 13.4% |
| 100,000 及以上                        | 4.8%  | 6.2%  | 7.2%  | 9.5%  | 12.1% | 13.9% | 16.2% | 19.0% | 21.3% |